# Korsarz (balet)

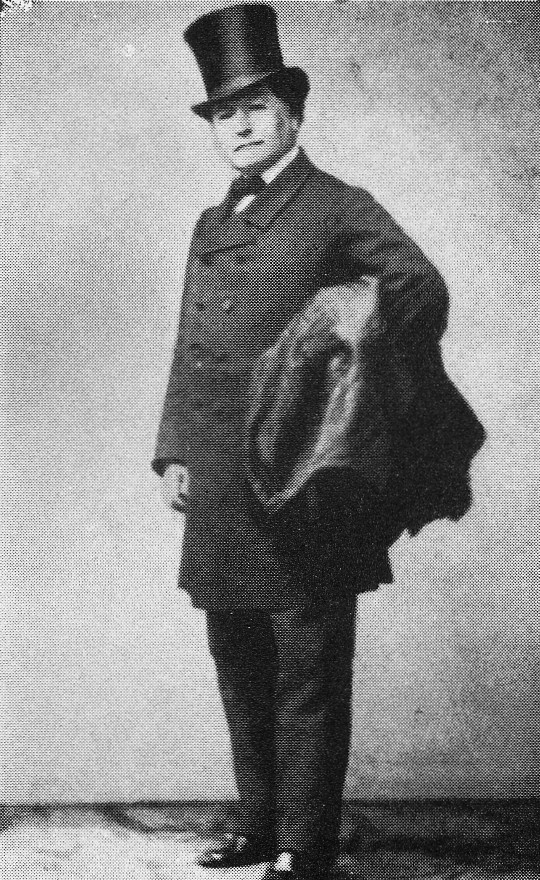
Joseph Mazilier, choreograf baletu Korsarz, ok. 1860

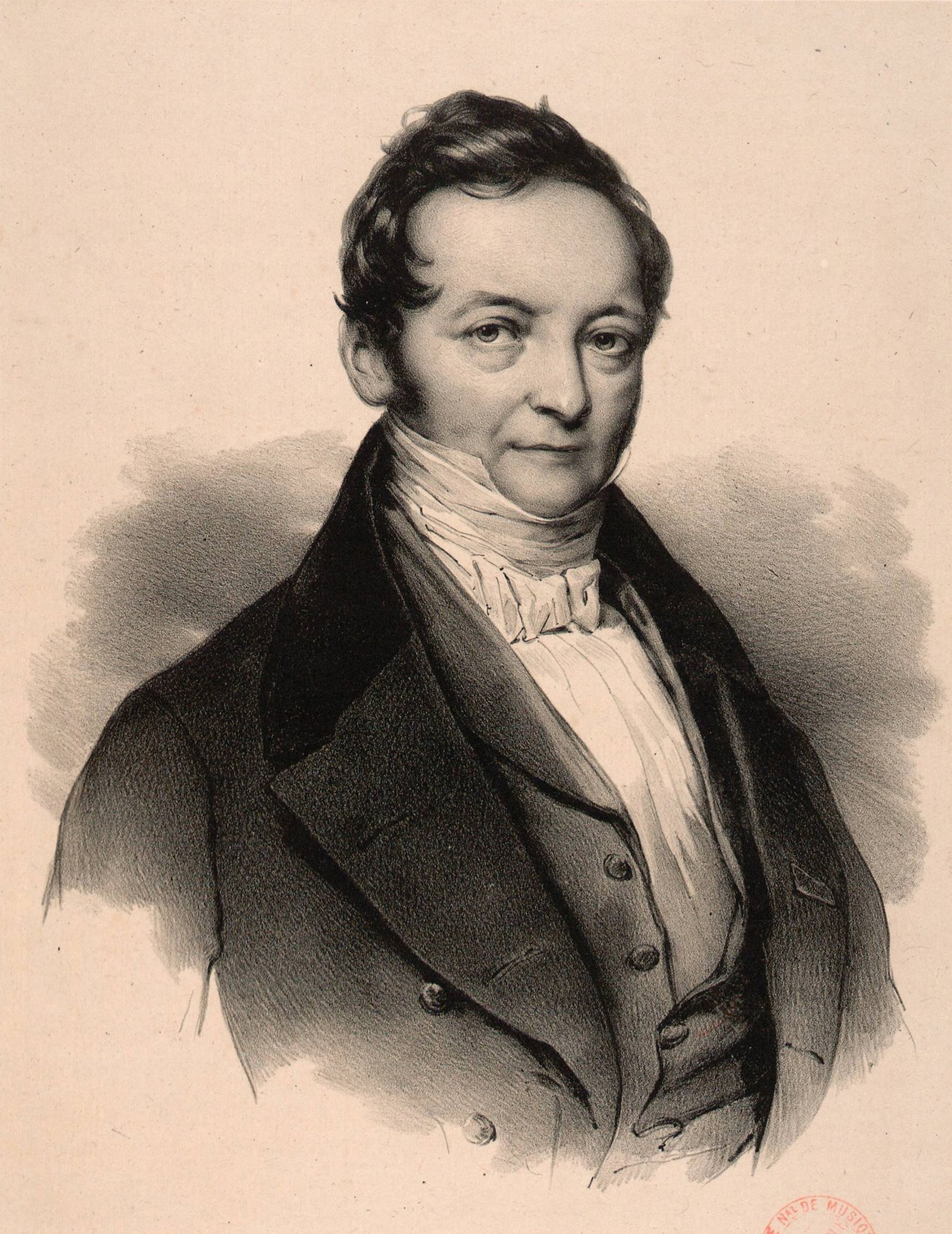
Jules-Henri Vernoy de Saint-Georges, librecista baletu Korsarz

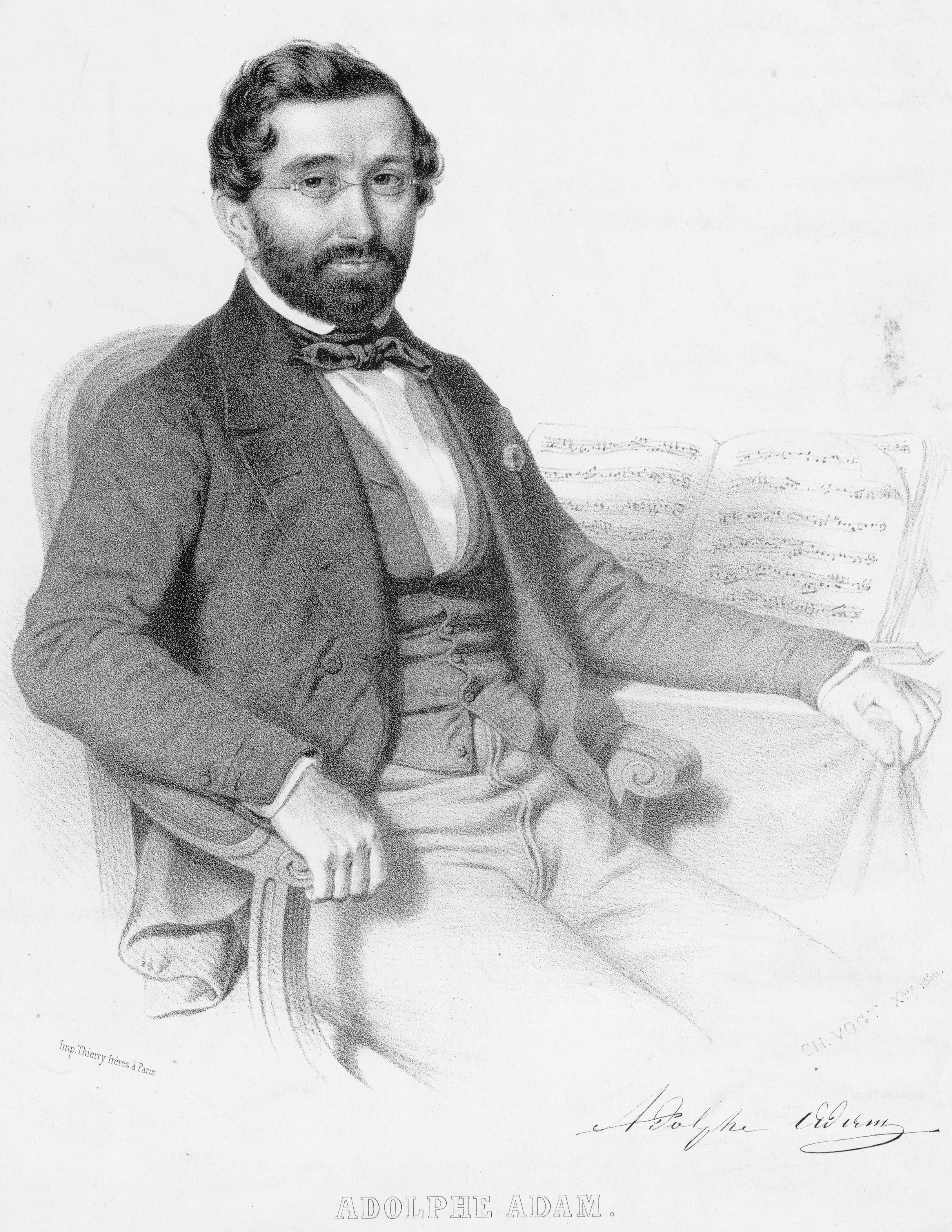
Adolphe-Charles Adam, kompozytor baletu Korsarz, 1850

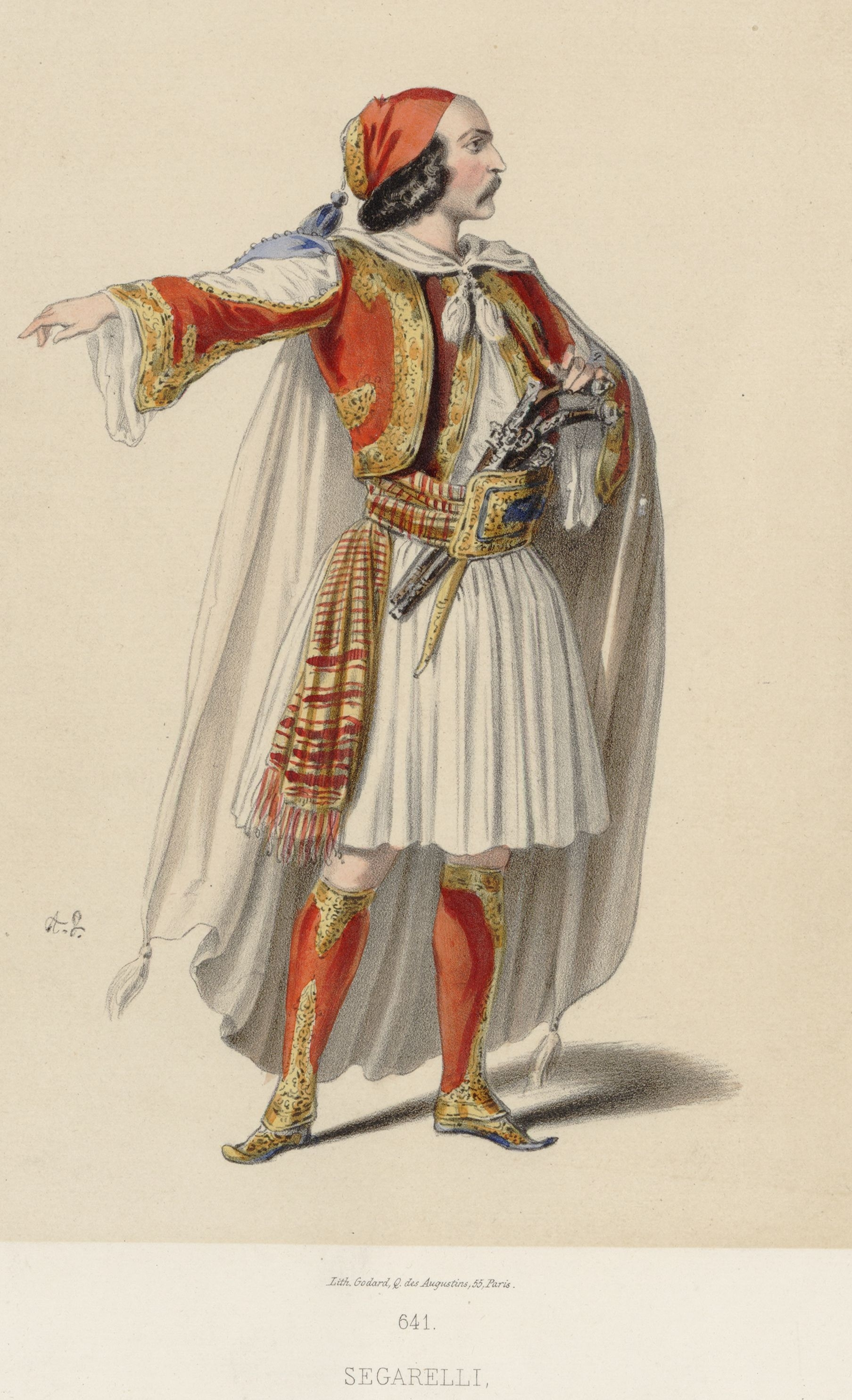
Domenico Segarelli jako Conrad, 1856

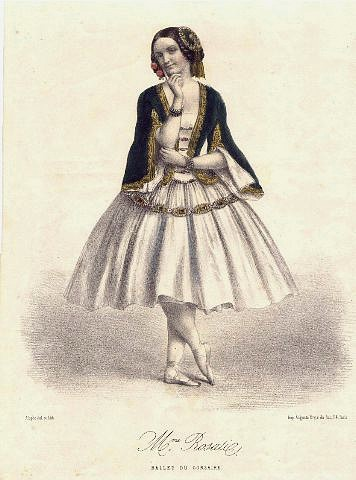
Carolina Rosati jako Médora, 1856

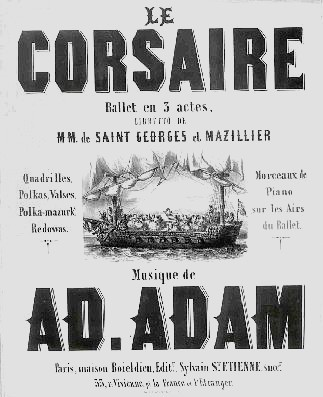
Pierwsze wydanie wersji fortepianowej wybranych tańców z baletu Korsarz, 1856

Korsarz (Le Corsaire) – balet-pantomima Josepha Maziliera z muzyką Adolphe’a-Charlesa Adama, w 3 aktach, 5 obrazach, z epilogiem, według słynnej powieści poetyckiej George’a Byrona The Corsair (Korsarz) z 1814 roku.

## Od Byrona do baletu
Pierwszy balet inspirowany niezwykle popularnym wówczas poematem George’a Byrona powstał już w 1826 roku w Teatro alla Scala w Mediolanie. Nosił tytuł Il corsaro, a stworzył go włoski choreograf Giovanni Galzerani korzystając z muzyki dobranej z kompozycji różnych kompozytorów. W głównych rolach wystąpili: Nicola Molinari jako Conrad, Giuditta Bencini-Molinari jako Médora i Antonia Pallerini jako Gulnare. Balet cieszył się dużym zainteresowaniem, bo w ciągu następnych 20 lat zagrano go w Mediolanie blisko sto razy. Wszedł również do repertuaru teatrów w Bergamo, Genui, Bolonii i Parmy.
Prawdopodobnie echa powodzenia Korsarza na scenach włoskich skłoniły w 1837 roku francuskiego choreografa François-Ferdinanda Decombe’a zwanego Albertem, by sięgnąć w Londynie do tego samego motywu literackiego. Muzykę dostarczył mu francuski kompozytor Robert Nicolas-Charles Bochsa, a premiera odbyła się w tamtejszym King’s Theatre. W rolach głównych wystąpili: sam Albert w roli Conrada, Hermine Elssler jako Médora i Pauline Duvernay jako Gulnare. Dwa lata później Albert powtórzył swój balet z zespołem Théâtre de la Monnaie w Brukseli, a w 1844 roku wznowił go ponownie w Londynie, tym razem na scenie Drury Lane Theatre. Własną wersję, zatytułowaną Der Seeräuber, zrealizował też w 1838 roku Paolo Taglioni z muzyką skomponowaną przez Wenzela Gähricha w berlińskiej Operze Królewskiej, również z wielkim powodzeniem.
Żadna z tych choreografii, pomimo ich popularności w swoich latach, nie oprała się jednak próbie czasu i wszystkie przyćmiła kolejna, paryska wersja choreograficzna Josepha Maziliera z 1856 roku, która stała się wciąż doskonalonym i przetwarzanym wzorcem Korsarza jaki żyje na scenach baletowych świata do dziś.

## PrapremieraKorsarzaMaziliera
23 stycznia 1856, Théâtre Impérial de l’Opéra, Paryż
- Libretto: Jules-Henri Vernoy de Saint-Georges i Joseph Mazillier
- Choreografia: Joseph Mazilier
- Muzyka: Adolphe-Charles Adam
- Dekoracje: Hugues Martin, Édouard Despléchin, Charles-Antoine Cambon, Joseph Thiérry
- Kostiumy: Alfred Albert
- Maszynerie: Victor Sacré

Ceniony francuski krytyk muzyczny tamtych lat, Léon Escudier pisał po paryskiej premierze: „Nowy balet pp. de Saint-Georges’a i A. Adama, zaprezentowany w ubiegłą środę w Operze, to wielki i olśniewający sukces. Już sama inscenizacja jest nieodpartą atrakcją, gdzie cały Paryż ogląda scenę statku zatapianego w falach przez błyskawicę i furię burzy. To fantastyczny i najbardziej wzruszający spektakl, jaki zaistniał w teatrze. Korsarz był triumfem [Caroliny] Rosati, która pokazała się z całą swą poezją, gracją, uwodzicielską pasją. Po każdym pas tej czarodziejki cała sala wybuchała aplauzem. Ten niezapomniany wieczór zaowocował słynnej sylfidzie długą i głośną owacją. Panna [Claudina] Couqui, urocza i pełna wdzięku, również miała duży udział w brawach publiczności. (...) Pan [Domenico] Segarelli jest nowym mimem i cennym nabytkiem. Grał rolę Conrada jak prawdziwy artysta i niezwykle inteligentnie.
W kilku miejscach treść baletu przypomina Korsarza Lorda Byrona. Jest bardzo interesująca. Akcja obfituje w genialne kombinacje choreograficzne, to jedna z najlepszych prac p. de Saint-Georges’a. (…) Muzyka p. Adama jest godna tego wszystkiego. Najbardziej wdzięczne i najciekawsze motywy pojawiają się z rzadką obfitością. Cały ostatni obraz jest arcydziełem; to nie tylko muzyka baletowa, to najwyższa dramatyczna inspiracja. Mamy ręce stłuczone od oklasków i możemy zapewnić, że ta ostatnia scena muzyczna jest jedną z najpiękniejszych kompozycji autora tak wielu popularnych partytur. Panowie Saint-Georges i Mazilier również mogą pochwalić się dużym sukcesem Korsarza. Stworzyli interesujące dzieło, dobrze poprowadzone i bardzo ekscytujące. Wszystkie dekoracje pp. Despléchina, Cambona, Thierry’ego i Martina są godne podziwu, a także wszystkie kostiumy. Musimy pochwalić p. Sacré, który zrealizował niezrównaną scenę ze statkiem. Trzeba też pochwalić p. [François-Louisa] Crosniera [dyrektora Opery], który z niezwykłą gorliwością i inteligencją nadzorował pracą nad nowym baletem, którego popularność będzie niewyczerpana”.

## Premiera polska
7 września 1857, Teatr w Pomarańczarni, Warszawa
Po Paryżu, Korsarz w wersji Maziliera pojawił się już latem 1856 roku na scenie Her Majesty’s Thetre w Londynie. W rok później trafił na scenę warszawską, wyprzedzając nawet tak ważne centra baletowe ówczesnej Europy, jak Mediolan, Sankt Petersburg i Moskwa. Zrealizował go u nas wybitny polski baletmistrz Roman Turczynowicz.
Premiera polska została przygotowana z okazji wizyty w Warszawie Aleksandra II, cesarza Rosji i króla Polski, i odbyła się w jego obecności: „O godzinie 7.30 Najjaśniejszy Pan z J.O. Księciem Namiestnikiem Królestwa, objechawszy kilkakrotnie park Łazienkowski, udać się raczył, będąc otoczony świetnym orszakiem wojskowym, na dane w Teatrze Łazienkowskim, w Pomarańczarni przedstawienie, składające się z 4 aktów nowego baletu (układu Turczynowicza), pn. Korsarz. Liczne grono znakomitych osób, złożone z dam i panien honorowych Najjaśniejszych Cesarzowych, z jenerałów, wysokich urzędników cywilnych i znakomitych obywateli zapełniło piękny Teatr Pomarańczarni, powstawszy z szanowaniem za ukazaniem się w loży Najjaśniejszego Pana”. W trzy dni później spektakl został przeniesiony na scenę Teatru Wielkiego i udostępniony szerokiej publiczności.
10 września 1857, Teatr Wielki, Warszawa
- Libretto: Jules-Henri Vernoy de Saint-Georges i Joseph Mazillier
- Choreografia: Roman Turczynowicz według Josepha Maziliera
- Muzyka: Adolphe-Charles Adam w opracowaniu Józefa Stefaniego (ze wstawionym mazurkiem Fryderyka Chopina i nowym tańcem Valenciana kompozycji Józefa Stefaniego)
- Dekoracje Antonio (Antoni) Sacchetti
- Kostiumy: Ewa Gwozdecka i Gustaw Guth
- Maszynerie: Karol Bańkowski i Karol Ziwolka

A oto fragment recenzji, jaką opublikował na drugi dzień „Kurier Warszawski”: „Wczoraj w Teatrze Wielkim przedstawiono po raz pierwszy balet pana Maziliera z muzyką Adolfa Adama, pn. Korsarz, ułożony na scenę tutejszą przez p. Romana Turczynowicza, dyrektora baletu. Jak wszystkie inne balety p. Turczynowicza, tak i ten, dowiódł, że mamy dyrektora zamiłowanego w pracy na korzyść swojego zawodu i posiadającego gust i znajomość sztuki choreograficznej. Nie będziemy wchodzić w rozbiór treści, bywa ona zwykle podrzędną częścią w balecie, piękne tańce, malownicze grupy, świetna wystawa, dobrze obmyślany układ sceniczny, łudzące maszynerie, oto są warunki, które najczęściej bywają podstawą długiego powodzenia. Wczoraj przedstawiony Korsarz, bogaty jest we wszystkie te zalety. Tańce prześliczne, układ baletu efektowny, dekoracje pędzla p. Sacchettiego zadziwiającego złudzenia, wystawa bogata, słowem niczego nie szczędziła dyrekcja teatrów aby przyjść w pomoc talentowi i pracy pana Turczynowicza. Odpowiednie temu było też i wykonanie przez naszych artystów...”.

## Osoby
| Rola (prapremiera)                              | Obsada paryska, 1856                                                          | Rola (premiera polska)                      | Obsada warszawska, 1857                                                              |
| ----------------------------------------------- | ----------------------------------------------------------------------------- | ------------------------------------------- | ------------------------------------------------------------------------------------ |
| Conrad, korsarz                                 | Domenico Segarelli                                                            | Konrad, korsarz                             | Antoni Tarnowski                                                                     |
| Seyd, pasza wyspy Kos                           | François Edouard Dauty                                                        | Zeid Pasza                                  | Jan Popiel                                                                           |
| Isaac Lanquedem, właściciel targu w Adrianopolu | Francisque Garnier Berthier                                                   | Izaak, właściciel bazaru                    | Romuald Puchalski                                                                    |
| Birbanto, pierwszy porucznik korsarzy           | Alexandre Fuchs                                                               | Birbanto, powiernik Konrada                 | Kajetan Filipowicz                                                                   |
| Główny Eunuch Haremu Seyda-paszy                | p. Petit                                                                      | Naczelnik Eunuchów                          | Paweł Owerłło                                                                        |
| Drugi Eunuch                                    | p. Cornet                                                                     |                                             |                                                                                      |
| Médora, młoda Greczynka                         | Carolina Rosati                                                               | Medora, młoda Greczynka, wychowanica Izaaka | Karolina Straus                                                                      |
| Zulméa, ulubiona sułtanka paszy                 | Louise Marquet                                                                | Zulmea, sułtanka                            | Emilia Żeromska                                                                      |
| Gulnare, niewolnica paszy                       | Claudina Cucchi / Couqui                                                      | Gulnara, niewolnica Paszy                   | Józefa Wywiórska                                                                     |
| Niewolnice (pas de cinq)                        | Mlle Caroline Mlle Nathan Constance Quéniaux Victorine Legrain Louise Marquet | Niewolnice (pas de cinq)                    | Zofia Raczyńska Józefa Oliwińska Wanda Królikowska Józefa Głębowska Matylda Dylewska |
| i inni                                          |                                                                               | Mazur w 1. obrazie I aktu                   | Wiktoria Kozłowska Hipolit Meunier                                                   |

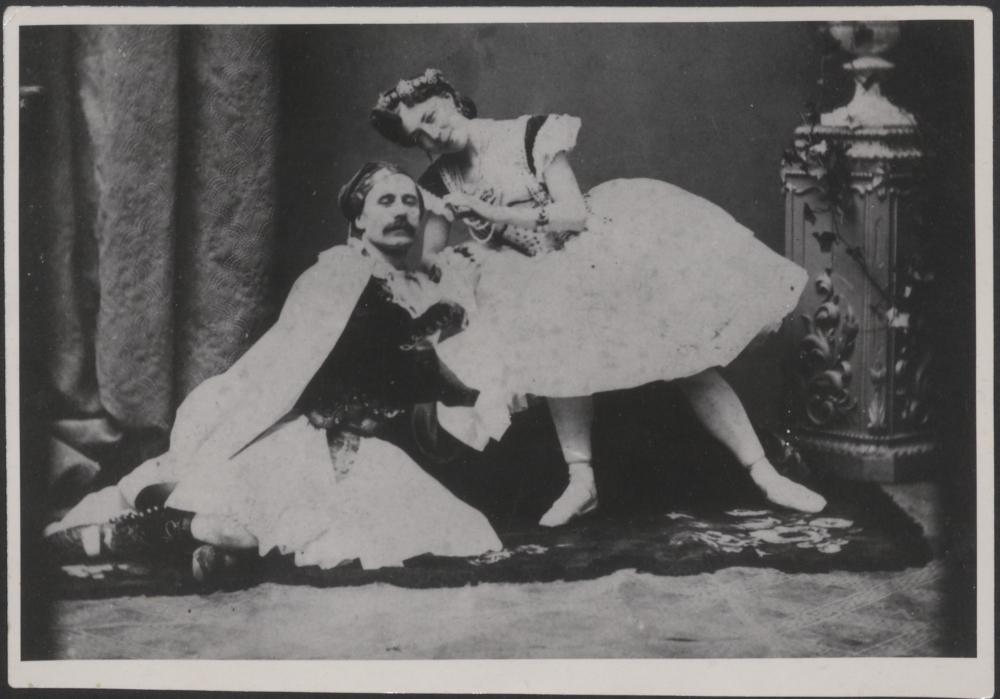
Kamila Stefańska i Antoni Tarnowski jako Médora i Conrad z baletu Korsarz, ok. 1865

Kolejne wykonawczynie roli Médory na scenie Teatru Wielkiego w Warszawie:
- Jekatierina Friedberg (1859, gościnnie)
- Kamila Stefańska (od 1864)
- Nadieżda Bogdanow (1866, gościnnie)
- Helena Cholewicka (1869)
- Henriette d'Or / Dor (1869, gościnnie)

Koleni wykonawcy roli Conrada na scenie Teatru Wielkiego w Warszawie:
- Aleksander Tarnowski (od 1866)
- Ludwik Rządca (1869)

Balet cieszył się w Warszawie wielką popularnością, prezentowany do końca 1867 roku aż 67 razy. Jego wykonanie zostało jednak zawieszone ze względu na nieszczęśliwe odejścia ze sceny dwóch słynnych braci Antoniego i Aleksandra Tarnowskich, kolejnych wykonawców roli tytułowej. Nie dorównywał im niestety Ludwik Rządca, który objął rolę Conrada przy wznowieniu Korsarza w 1869 roku, dlatego po trzech wykonaniach tamtego roku balet zniknął z repertuaru z braku godnego wykonawcy partii tytułowej i nigdy już potem nie powrócił na scenę Teatru Wielkiego.
Korsarz był wystawiany w Polsce dwukrotnie dopiero po wojnie: w Operze Śląskiej (1979) i w Operze Bałtyckiej (2000).

## Treść baletu

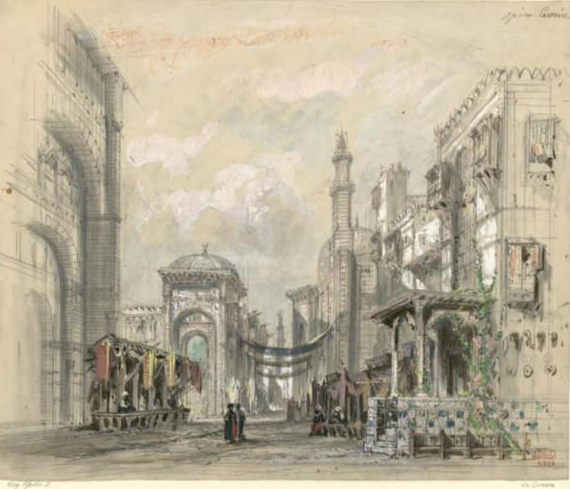
Projekt dekoracji Huguesa Martina: 1. obraz I aktu, 1856

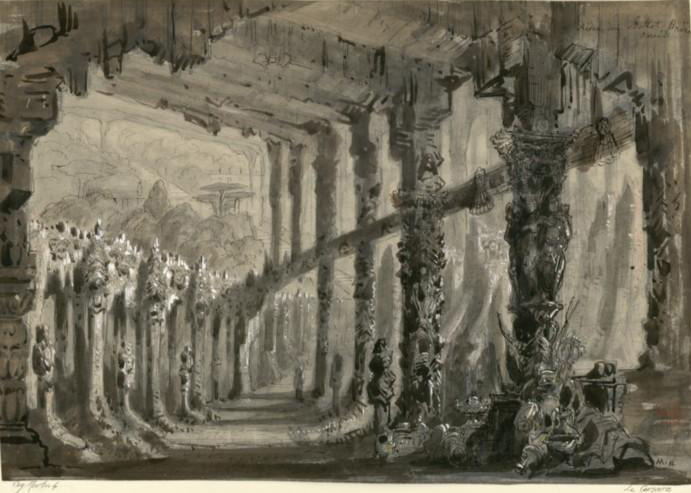
Projekt dekoracji Huguesa Martina: 2. obraz I aktu, 1856

### Akt I

#### Obraz 1.
Plac a Adrianopolu, na nim targ niewolników. Na placu pojawia się Conrad, na balkonie zaś ukazuje się Médora i rzuca mu kwiat, a po chwili schodzi na plac pod strażą Isaaca. Młodzi wymieniają spojrzenia. Na plac przybywa Seyd-pasza, który pragnie powiększyć swój harem (tańce niewolnic). Dostrzega Médorę i chce ja kupić. Po długich targach Isaac sprzedaje Médorę, lecz dziewczyna chroni się pod opieką Conrada. Wódz kosarzy przyzywa swych ludzi, którzy porywają Isaaca i kobiety z jego targu. Conrad i Médora uciekają.

#### Obraz 2.
Podziemny pałac Conrada. Wódz korsarzy wprowadza Médorę, ofiarowuje wszystkie zgromadzone tu skarby w zamian na jej miłość (pas de deux). Po ich wyjściu Birbanto i korsarze wnoszą pojmanego Isaaca. Odsłania się kotara, ukazując siedzących w głębi Conrada i Médorę. Piraci prezentują Conradowi zabrane Isaacowi kobiety, lecz on, oczarowany piękną Greczynką, nie zwraca na nie uwagi. Na prośbę Médory Conrad każe uwolnić kobiety mimo sprzeciwu Birbanta i korsarzy. Rozgniewany Birbanto namawia Isaaca, by odkupił kobiety, a gdy nie skutkują nawet złote monety, jeden z piratów każe kupcowi powąchać kwiat lotosu, skropiony tajemniczym płynem. Isaac zasypia. Korsarze wnoszą suto zastawiony stół, a Conrad zaprasza Médorę na ucztę (taniec Médory). Niewolnica podaje Médorze tacę z kwiatami lotosu. Gdy ta wręcza kwiat Conradowi, on całuje go i natychmiast zapada w sen. Korsarze rzucają się na Médorę, lecz ona broni się sztyletem Conrada, a gdy Birbanto próbuje ją rozbroić, ona rani go w rękę. Piraci uprowadzają Médorę i Isaaca.

### Akt II

#### Obraz 1.
Ogród przy pałacu Seyda-paszy. Z basenu wychodzą po kąpieli niewolnice z haremu paszy i tańczą wokół jego faworyty Zalméi. Niewolnica Gulnare podsyca niechęć innych kobiet do Zalméi. Wybucha kłótnia i dopiero nadejście paszy przywraca spokój. Nagle zjawia się Isaac z Médorą, a jej uroda budzi niepokój w sercu Zalméi. Pasza wypłaca należność Isaacowi, który ucieka, zaatakowany wcześniej sztyletem przez Médorę. Tymczasem posłaniec zawiadamia o przybyciu pobożnych pielgrzymów i pasza udziela im gościny. Gdy jeden z nich zrzuca pielgrzymi płaszcz, okazuje się, że to Conrad, na którego znak także inni korsarze zrzucają swoje płaszcze. Wszyscy uciekają w popłochu, a Conrad porywa w ramiona Médorę. Nagle nadbiega ścigana przez Birbanta niewolnica Gulnare i chroni się pod opiekę Conrada. Médora oskarża Birbanta o zdradę, której dowodem jest jego zraniona ręka. Oburzony Conrad chce zastrzelić zdrajcę, lecz Médora go powstrzymuje i Birbanto ucieka, ale sprowadza Seyda-paszę i jego strażników, którzy obezwładniają Conrada.

### Akt III

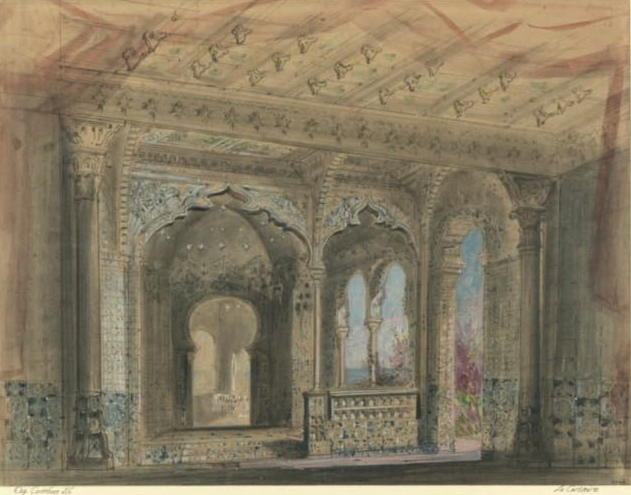
Projekt dekoracji Charlesa-Antoine’a Cambona: 1. obraz III aktu, 1856

#### Obraz 1.
Komnata Seyda-paszy w pawilonie z widokiem na morze. Pasza każe przyprowadzić Médorę i oznajmia jej, że jeśli przyjmie jego rękę i tron ocali ukochanego. Médora odmawia. Rozbrzmiewa marsz żałobny, a w głębi widać prowadzonego na śmierć Conrada. Médora błaga paszę o odroczenie egzekucji, a on zgadza się żądając jednak, by dziewczyna wyjawiła skazańcowi warunek jego ocalenia. Gdy Médora i Conrad zostają sami, postanawiają umrzeć razem. Tymczasem do pawilonu wkrada się niewolnica Gulnare i namawia kochanków do przyjęcia warunku paszy, obiecując ułatwić im ucieczkę. Gdy pasza powraca, Conrad i Médora poddają się jego woli. Uradowany władca zarządza przygotowania do ślubu. Conrad uzyskuje wolność; niewolnicy wnoszą klejnoty, a odaliski przynoszą kwiaty i kadzidła. Ukazuje się narzeczona, ale pod jej muślinowym welonem można rozpoznać niewolnicę Gulnare. Pasza wkłada jej pierścień na palec i odsyła do swych apartamentów. Gdy narzeczona wraca i pasza zdejmuje jej welon, jest to już Médora (taniec Médory). Dziewczyna prosi paszę, by odłożył swój sztylet, który napawa ją lękiem. Kiedy o północy zjawia się Conrad, Médora podaje mu sztylet paszy i oboje uciekają przez okno. Pasza uderza w gong na alarm, zbiegają się jego strażnicy. Ale słychać już strzały armatnie – znak, że zbiegowie dotarli szczęśliwie do korsarskiego statku. Pasza rozpacza po stracie narzeczonej, ale wtedy Gulnare pokazuje mu ślubny pierścień – dowód, że to ona jest jego prawowitą małżonką. Niewolnice składają hołd nowej władczyni.

#### Obraz 2.
Scena ukazuje statek kołyszący się na spokojnym morzu. Conrad i Médora przeżywają tu swoje szczęście. Nagle zrywa się burza i uderzenie pioruna roztrzaskuje statek.

### Epilog
Burza cichnie, a w blasku słońca widać Conrada z Médorą, klęczących na szczątkach rozbitego statku i dziękujących Bogu na szczęśliwe ocalenie.

## Twórcy późniejszych inscenizacji

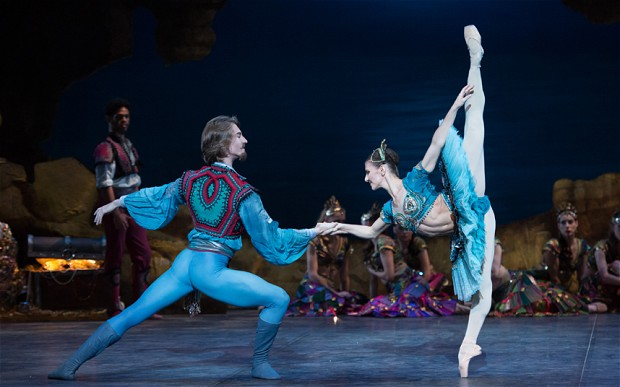
Alina Cojocaru i Vadim Muntagirov jako Médora i Conrad w inscenizacji Anny-Marii Holmes, English National Ballet, 2013

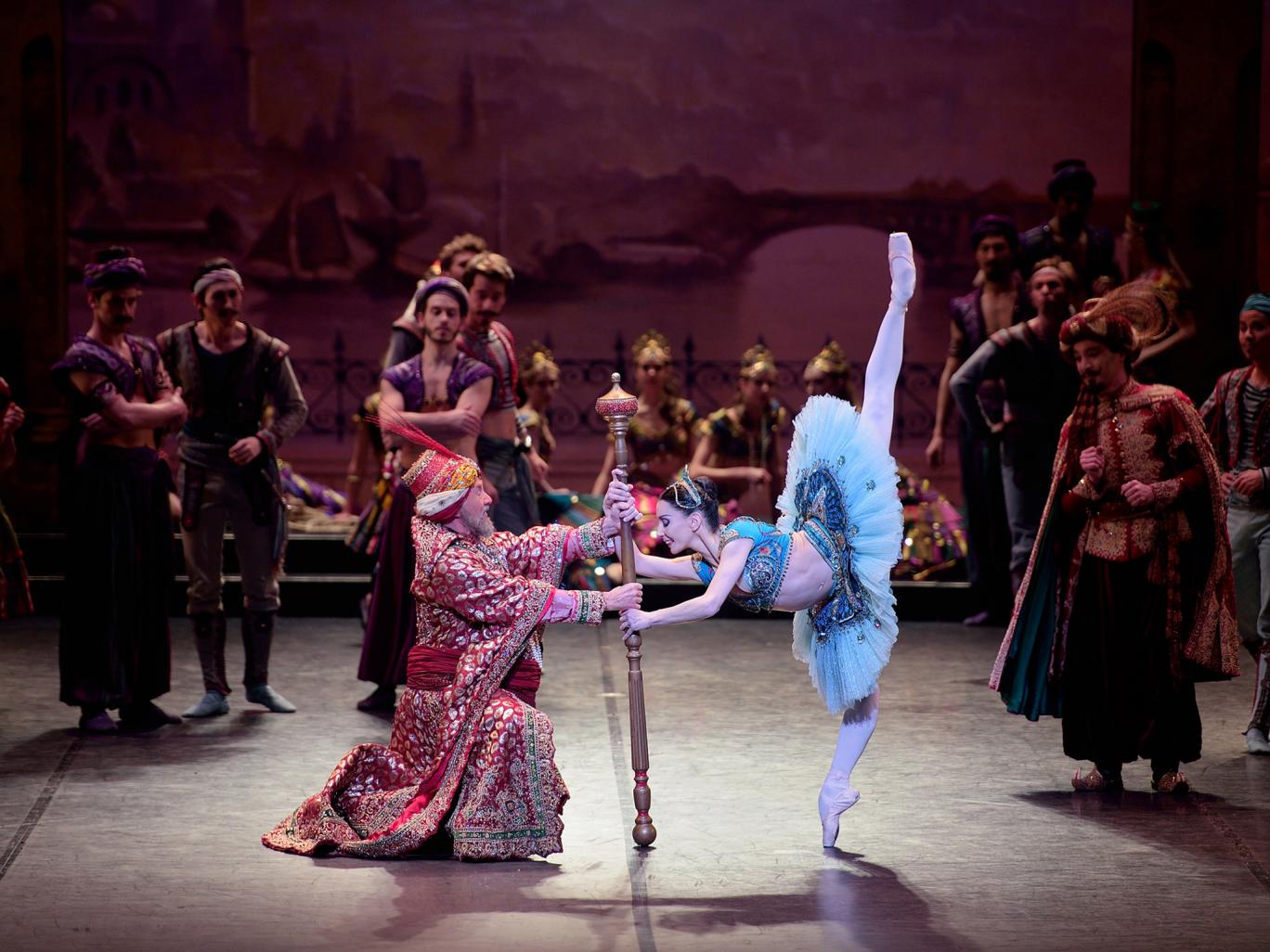
Tamara Rojo jako Médora w inscenizacji Anny-Marii Holmes, English National Ballet, 2013

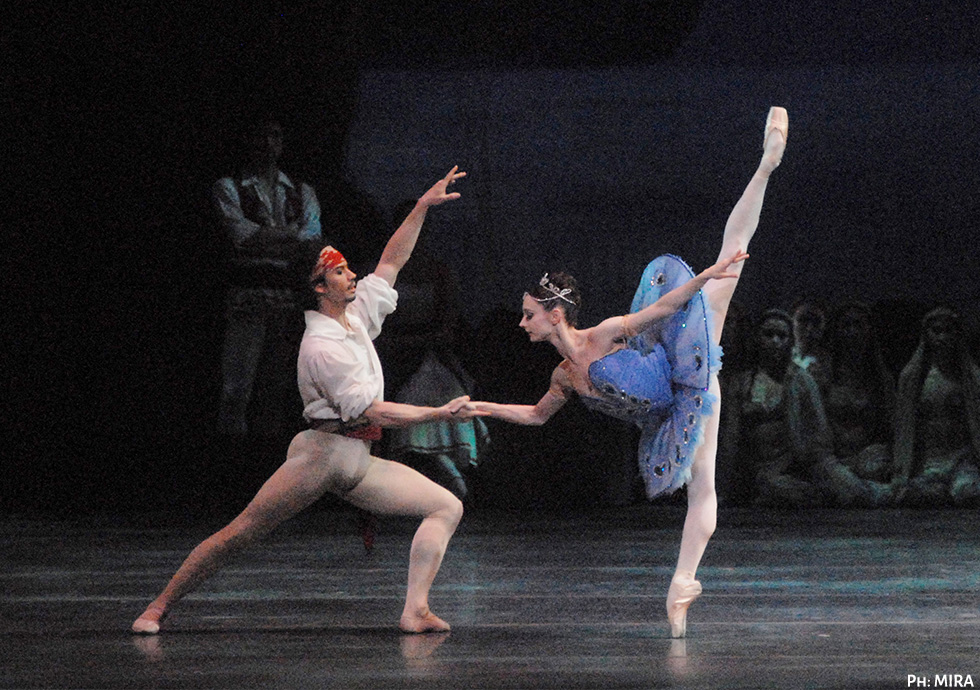
Maria Kochetkova i Herman Cornejo jako Médora i Conrad w inscenizacji Anny-Marii Holmes, American Ballet Theatre, 2016

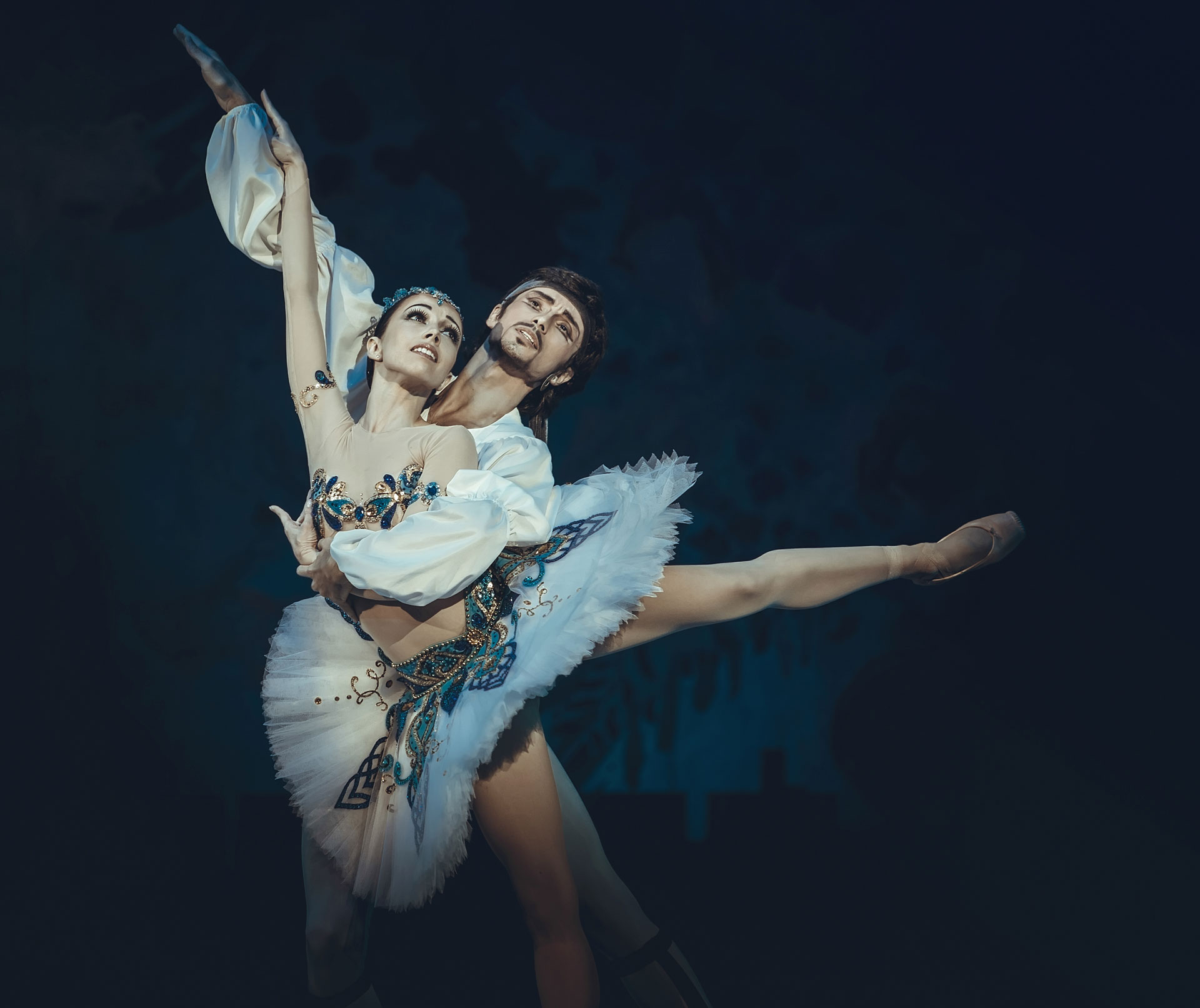
Kateryna Kukhar i Alexandr Stoyanov jako Médora i Conrad w inscenizacji Victora Yaremenki, Opera Narodowa Ukrainy, 2017

- 1856: Joseph Mazilier, Her Majesty’s Theatre, Londyn (z Caroliną Rosati w roli Médory i Domenico Ronzanim w roli Conrada)
- 1856: Domenico Ronzani (według Josepha Maziliera), Teatro Regio, Turyn (z Rosą Guiraud w roli Médory i Domenico Ronzanim w roli Conrada)
- 1857: Roman Turczynowicz (według Josepha Maziliera), Teatr w Pomarańczarni i Teatr Wielki, Warszawa
- 1857: Domenico Ronzani (według Josepha Maziliera), Teatro alla Scala, Mediolan (z Elisą Albert-Bellon w rtoli Medory i Effisiem Catte w roli Conrada)
- 1858: Jules Perrot (według Josepha Maziliera), Teatr Bolszoj, Sankt Petersburg (z dodatkową muzyką Cesarego Pugniego i dodaniem Pas d'esclave w choreografii Mariusa Petipy z muzyką księcia Petera von Oldenburga; w roli Médory wystąpiła tu Jekatierina Friedberg, a Conradem był Marius Petipa)
- 1858: Pierre-Frédéric Malavergne (według Josepha Maziliera i Jules’a Perrota), Teatr Bolszoj, Moskwa
- 1863: Marius Petipa (według Josepha Maziliera i Jules’a Perrota), Teatr Maryjski, Sankt Petersburg
- 1867: Joseph Mazilier, Théâtre Impérial de l'Opéra, Paryż (wznowienie z dodaniem nowego divertissement pn. Pas des fleurs z muzyką Léo Delibesa)
- 1868: Marius Petipa (według Josepha Maziliera i Jules’a Perrota), Teatr Maryjski, Sankt Petersburg (także z dodaniem divertissement z muzyką Léo Delibesa, ale pn. Le Jardin Animé)
- 1888: Aleksiej Bogdanow (według Josepha Maziliera i Jules’a Perrota), Teatr Bolszoj, Moskwa
- 1899: Marius Petipa (według Josepha Maziliera i Jules’a Perrota), Teatr Maryjski, Sankt Petersburg (nowa wersja z dodaniem muzyki Riccarda Drigo i Ludwiga Minkusa); ta wersja, utrzymana w stylu akademickim, bardziej wyeksponowała sceny taneczne kosztem dbałości o przebieg akcji libretta i stała się podstawą większości późniejszych inscenizacji tego baletu; wtedy również powstało słynne pas de trois Médory, Konrada i Niewolnika (z muzyką Riccarda Drigo), które zostało przerobione później kolejno przez choreografów Samuiła Andrianowa (1915) i Agrippinę Waganową (1931) na popisowe pas de deux Médory i Niewolnika (z muzyką Drigo i Borisa Fitinhofa-Schella), a następnie doskonalone przez kolejne pokolenia wybitnych tancerzy, stało się jednym z najsłynniejszych baletowych numerów koncertowych
- 1912: Aleksandr Gorski (częściowo według Mariusa Petipy), Teatr Bolszoj, Moskwa (z dodaniem muzyki Fryderyka Chopina dla duetu miłosnego Médory i Conrada oraz Piotra Czajkowskiego, Edarda Griega i in.)
- 1927: Asaf Messerer i Vladimir Riabcew (według Mariusa Petipy), Ukraiński Teatr Opery i Baletu, Kijów
- 1931: Agrippina Waganowa (według Mariusa Petipy), Teatr Opery i Baletu, Leningrad
- 1955: Piotr Gusiew (według Jules’a Perrota i Mariusa Petipy), Leningradzki Teatr Mały, Leningrad (była to wersja ze zmodyfikowanym przez choreografa librettem, przy współpracy z historykiem baletu Jurijem Słonimskim, gdzie anonimowy dotąd Niewolnik z wcześniejszej wersji Petipy otrzymał imię Alego i jako taki pojawia się odtąd także w późniejszych inscenizacjach)
- 1957: Aleksiej Andriejew (według Mariusa Petipy), Ukraiński Teatr Opery i Baletu, Kijów
- 1958: Nina Griszyna (według Mariusa Petipy), Teatr im. Stanisławskiego i Niemirowicza-Danczenki, Moskwa
- 1973: Konstantin Siergiejew (według Mariusa Petipy), Teatr Opery i Baletu im. Kirowa, Leningrad
- 1975: Vaslav Orlikowsky (według Mariusa Petipy), Chorwacki Teatr Narodowy, Zagrzeb
- 1977: Oleg Winogradow (według Mariusa Petipy i Piotra Gusiewa), Teatr Opery i Baletu im. Kirowa, Leningrad
- 1979: Nina Griszyna (według Mariusa Petipy), Opera Śląska, Bytom
- 1992: Konstantin Siergiejew (według Mariusa Petipy), Teatr Bolszoj, Moskwa
- 1994: Jurij Grigorowicz (według Mariusa Petipy), Teatr Bolszoj, Moskwa
- 1997: Anna-Marie Holmes (według Mariusa Petipy i Konstantina Siergejewa), Boston Ballet, Boston
- 1998: Anna-Marie Holmes (według Mariusa Petipy i Konstantina Siergejewa), American Ballet Theatre, Nowy Jork
- 2000: Josef Sabovčik (według Mariusa Petipy), Opera Bałtycka, Gdańsk
- 2006: Ivan Liška (według Mariusa Petipy), Bayerisches Staatsballett, Monachium
- 2007: Alexei Ratmansky i Youri Burlaka (według Mariusa Petipy), Teatr Bolszoj, Moskwa
- 2009: Faruch Ruzimatow (według Mariusa Petipy i Piotra Gusiewa), Teatr Michajłowski, Sankt Petersburg
- 2013: Anna-Marie Holmes (według Mariusa Petipy i Konstantina Siergejewa, nowa wersja), English National Ballet, Londyn
- 2015: Michaił Messerer (według Mariusa Petipy i Konstantina Siergejewa), Teatr Michajłowski, Sankt Petersburg
- 2016: Doug Fullington (według Josepha Maziliera i Mariusa Petipy), Pacific Northwest Ballet, Seattle
- 2016: Manuel Legris (według Mariusa Petipy), Wiener Staatsballett, Wiedeń
- 2017: Victor Yaremenko (według Mariusa Petipy i Piotra Gusiewa), Opera Narodowa Ukrainy, Kijów
- 2017: Eldar Aliev (według Mariusa Petipy), Sofijska Opera Narodowa, Sofia
- 2017: Anna-Marie Holmes (według Mariusa Petipy i Konstantina Siergejewa), Hong Kong Ballet, Hongkong
- 2018: Vasily Medvedev (według Mariusa Petipy), Rumuńska Opera Narodowa, Bukareszt
- 2018: Anna-Marie Holmes (według Mariusa Petipy i Konstantina Siergejewa), Teatro alla Scala, Mediolan